# Herman Joseph Sahadat Pandoyoputro
Herman Joseph Sahadat Pandoyoputro OCarm (* 23. April 1939 in Kopeng; † 23. September 2016 in Malang) war ein indonesischer Ordensgeistlicher und römisch-katholischer Bischof von Malang.

## Leben
Herman Joseph Sahadat Pandoyoputro trat der Ordensgemeinschaft der Karmeliten bei und empfing am 2. August 1970 die Priesterweihe.
Papst Johannes Paul II. ernannte ihn am 15. Mai 1989 zum Bischof von Malang. Der Bischof von Manokwari-Sorong, Francis Xavier Sudartanta Hadisumarta OCarm, spendete ihm am 3. September desselben Jahres die Bischofsweihe; Mitkonsekratoren waren Julius Riyadi Darmaatmadja SJ, Erzbischof von Semarang und Militärbischof von Indonesien, und Paschalis Soedita Hardjasoemarta MSC, Bischof von Purwokerto.
Am 28. Juni 2016 nahm Papst Franziskus seinen altersbedingten Rücktritt an.